# Ablennes hians
Ablennes hians is een straalvinnige vis uit de familie van gepen (Belonidae), orde geepachtigen (Beloniformes), die voorkomt in de Grote, Atlantische en Indische Oceaan.

## Beschrijving
Ablennes hians kan maximaal 140 centimeter lang en 4800 gram zwaar worden. Het lichaam van de vis heeft een langgerekte, palingachtige vorm.
De ruggengraat van de vis bevat 86 tot 93 wervels. De soort heeft één rugvin 23 tot 26 vinstralen en één aarsvin met 24 tot 28 vinstralen.

## Leefwijze
Ablennes hians is een zout- en brakwatervis die voorkomt in subtropische wateren.
Het dieet van de vis bestaat hoofdzakelijk uit macrofauna en visjes.

## Relatie tot de mens
Ablennes hians is voor de beroepsvisserij van beperkt belang, maar wel populair bij hengelaars.